# Leão-marinho-de-steller
O leão-marinho-de-steller (Eumetopias jubatus), é uma das espécies de leão-marinho quase ameaçadas, que habitam no norte do Pacífico. É o único membro do género Eumetopias e é a maior das focas-orelhudas (família Otariidae).
Entre os pinípedes, porém, é inferior em tamanho apenas à morsa e às duas espécies de elefante-marinho. A espécie foi nomeada pelo naturalista Georg Wilhelm Steller, que a descreveu em 1741. O leão-marinho-de-steller atraiu uma considerável atenção nas últimas décadas, devido a quedas inexplicáveis e significativas dos números da sua população no Pacífico e de uma grande parte da sua gama no Alasca.

## Nomes comuns
Dá ainda pelos seguintes nomes comuns: leão-marinho-estelar e leão-marinho-do-norte

## Descrição física
Os adultos são de cor mais clara do que a maioria dos leões-marinhos, que variam do castanho-claro ao castanho-escuro, podendo, ocasionalmente, exibir uma coloração avermelhada. Os filhotes de leão-marinho-de-steller nascem quase pretos, pesando cerca de 23 kg, e mantêm a pelagem escura durante vários meses.
Os leões-marinhos-estelares crescem rapidamente até o quinto ano, depois do qual o crescimento feminino diminui consideravelmente. As fêmeas adultas medem de 2,3 a 2,9 m de comprimento, com uma média de 2,5 m, e pesam cerca de 240–350 kg, com uma média de 263 kg.
Há dimorfismo sexual neste espécie, pelo que os machos se distinguem das fêmeas, não só no que toca às dimensões, mas também à fisionomia.
Os machos, por seu turno, continuam a crescer até que lhes apareçam os caracteres sexuais secundários, o que pode acontecer entre os 5 e os 8 anos de idade. Consequentemente, são ligeiramente maiores do que as fêmeas, chegando a atingir dimensões que rondam os 2,82 a 3,25 m de comprimento, com uma média de 3 metros. No que toca à fisionomia, os machos caracterizam-se, ainda, por terem peitos e pescoços muito mais amplos, do que as fêmeas. Ainda nesta toada, os machos destacam-se, também, pelas dimensões da testa, que são mais amplas e elevadas, o que lhes confere focinhos mais planos, e ainda pela juba escura, que exibem em redor do pescoço.
Os leões-marinho-do-norte atingem pesos em torno de 450-1 120 kg, com uma média de 544 kg.

## Distribuição geográfica
A gama do leão-marinho-de-steller se estende desde as Ilhas Curilas e no Mar de Okhotsk, na Rússia para o Golfo do Alasca, no norte, e ao sul de Año Nuevo, Ilha da central da Califórnia. Eles anteriormente criado tão ao sul quanto as Ilhas do Canal, mas não foram observadas lá desde a década de 1980. Baseado em análises genéticas e padrões de migração locais, a população mundial de leões-marinhos-de-steller tem sido tradicionalmente dividida em um grupo oriental e ocidental em 144° de longitude, aproximadamente no meio do Golfo do Alasca. Evidências recentes sugerem os leões-marinhos na Rússia, no Mar de Okhotsk e nas Ilhas Curilas compreendem um terço de populações orientais, enquanto os leões-marinhos na costa leste de Kamchatka e as ilhas Commander pertencem à unidade populacional ocidental.
No verão, os leões-marinhos-de-steller tendem a migrar um pouco mais para o sul. Assim, embora não existam colônias reprodutivas no Japão, há vários colônias consistentes ao redor de Hokkaido, no inverno e na primavera. animais vagantes foram vistos no Mar Amarelo e do Golfo de Bohai e ao longo das costas da península da Coreia e da China.

## Dieta
Os leões-marinhos-de-steller são predadores marinhos qualificados e oportunistas, que se alimentam de uma grande variedade de peixes e cefalópodes. Eles preferem peixes costeiros e permanecem principalmente nas as zonas entre marés e plataformas continentais. Eles também são conhecidos para entrar estuários e se alimentam de alguns peixes de água doce como o esturjão. Muito ocasionalmente, eles têm sido conhecidos por predar focas do norte, filhotes de focas e lontras-do-mar. Eles estão perto do topo da cadeia alimentar marinha, mas são caçados por orcas e tubarões brancos.

## Reprodução e comportamento
Reprodutivamente maduros, os leões-marinhos machos agregam-se em tradicionais e bem definidas colônias reprodutivas no mês de maio, geralmente em praias e ilhas isoladas. Os machos maiores e mais velhos são os primeiros a chegar, estabelecem e defendem territórios distintos na colônia. Uma semana depois, as fêmeas adultas chegam, acompanhada ocasionalmente por machos juvenis sexualmente imaturos e formam agregações ao longo da colônia. Como todos os outros otariídeos, os leões-marinhos-de-steller são polígamos. No entanto, ao contrário de algumas outras espécies, eles não controlam as fêmeas individualmente em haréns, mas controlam territórios especiais, entre os quais as fêmeas se movem livremente. Os leões-marinhos-de-steller usam três tipos de territórios; aquáticos, semiaquáticos e terrestres. Os machos com territórios semiaquáticos tem mais sucesso em defendê-los de rivais. Os limites dos territórios são definidos por características naturais, como rochas, falhas ou saliências nas rochas. Territórios podem permanecer estáveis por 60 dias.
As fêmeas grávidas dão à luz logo depois de chegar a uma colônia, e a cópula geralmente ocorre uma a duas semanas após o parto, mas o óvulo fertilizado não fica implantado no útero até a saída total da placenta. Geralmente nasce um filhote e gêmeos são raros. Depois de uma semana, sem sair da colónia, as fêmeas começam a assumir progressivamente viagens longas mais frequentes, para se alimentarem no mar, deixando seus filhotes para trás, até que, em algum momento no final do verão a mãe e o filhote deixem a colônia. Machos reprodutivos são ativos durante toda a temporada reprodutiva e ficam, muitas vezes, sem entrar na água a partir de meados de maio até agosto, altura em que a estrutura das colônias reprodutivas começa a desmoronar e a maioria dos animais partem para o mar aberto e dispersam toda a sua gama.
A idade ao desmame é altamente variável; filhotes podem permanecer com suas mães, durante quatro anos. Atos de canibalismo, no qual as leoas-marinhas estão alimentando simultaneamente os seus próprios filhotes recém-nascidos têm sido documentados, uma ocorrência extremamente rara entre os mamíferos.

## As interações com os seres humanos
Os leões-marinhos-de-steller foram caçados por comunidades pré-históricas em todos os lugares de sua gama de interseção com as comunidades humanas. Além da carne e pelos para confecção de roupas, sua pele foi especialmente usada para cobrir canoas e caiaques. A caça de subsistência na ordem de 300 animais ou menos continua até hoje em algumas comunidades nativas no Alasca.
Nos últimos anos, os leões-marinhos-de-steller tem sido vistos ao entrarem no rio Columbia e em estuários, se alimentando do esturjão-branco, várias espécies de salmão e a truta-arco-íris, alguns dos quais também são listados sob a Lei de Espécies Ameaçadas de Extinção dos EUA. Eles entram no rio Columbia, principalmente no final do inverno e na primavera, ocasionalmente, indo a lugares tão longes como Bonneville. Embora não sejam tão abundantes como o leão-marinho-da-califórnia, eles ainda são uma preocupação para os órgãos encarregados de gerenciar as populações de peixes ameaçados. Uma vez que os próprios leões-marinhos-de-steller estão protegidos pela Lei de Proteção dos Mamíferos Marinhos, os gestores são obrigados a usar métodos de dissuasão não letais, como balas de borracha e chocalhos. Porém a dissuasão é estritamente proibida pelo público.
Os leões-marinhos-de-steller são, por vezes mortos intencionalmente por pescadores, pois são vistos como praga devorando os peixes costeiros e roubando-os das redes. No entanto isso se tornou uma ameaça para as unidades populacionais. Matar leões-marinhos é estritamente proibido nos EUA, Canadá e Rússia, mas, no Japão, um número fixo ainda são abatidos anualmente por pescadores, ostensivamente para proteger suas pescas.

### Declínios recentes
Enquanto as populações orientais e asiáticas parecem estáveis, a população ocidental, particularmente ao longo das Ilhas Aleutas estimou ter caído por 70-80% desde 1970. Como conseqüência, em 1997, a unidade populacional ocidental de leões-marinhos-de-steller foi listada como ameaçada e o estoque oriental foi listado como ameaçado sob a Lei das Espécies Ameaçadas. Eles têm sido objeto de intenso estudo e foco de muitos debates políticos e científicos no Alasca.
Uma suspeita da causa de sua queda vertiginosa é a sobrepesca de badejo-do-alasca, do arenque, e outras espécies de peixes no Golfo do Alasca. Isso decorre em grande parte da "hipótese junk-food", representando uma mudança em sua dieta de arenque gordo e capelim a peixes mais magro como badejo e a solha, limitando assim a sua capacidade de consumir e armazenar gordura. Outras hipóteses incluem o aumento da predação por orcas, efeitos indiretos mudanças de composição das espécies, devido a mudanças no clima, os efeitos da doença ou contaminantes, morte por pescadores e outros. O declínio é certamente devido a um complexo de fatores inter-relacionados, que ainda têm de ser definidos pelo esforço de pesquisa.
Em outubro de 2013, o leão-marinho-de-steller foi retirado da Lista de Espécies Ameaçadas dos EUA após um grande retorno da população da espécie ao longo dos últimos anos.